# Waco CG-4
O Waco CG-4 (também chamado de Hadrian) foi o planador militar mais utilizado pelos Estados Unidos na Segunda Guerra Mundial pelas Forças Aéreas do Exército dos Estados Unidos, foi produzida pela Waco Aircraft Company a partir de 1942, aproximadamente 13.900 unidades foram produzidas, foi uma das aeronaves mais utilizadas durante a guerra, sendo também o primeiro planador a cruzar o atlântico.
A aeronave era feita de madeira, metal e canvas, com espaço para piloto, co-piloto, poderia carregar mais 13 soldados, também podia transportar armas pesadas e até um automóvel do porte do Jeep Willys.

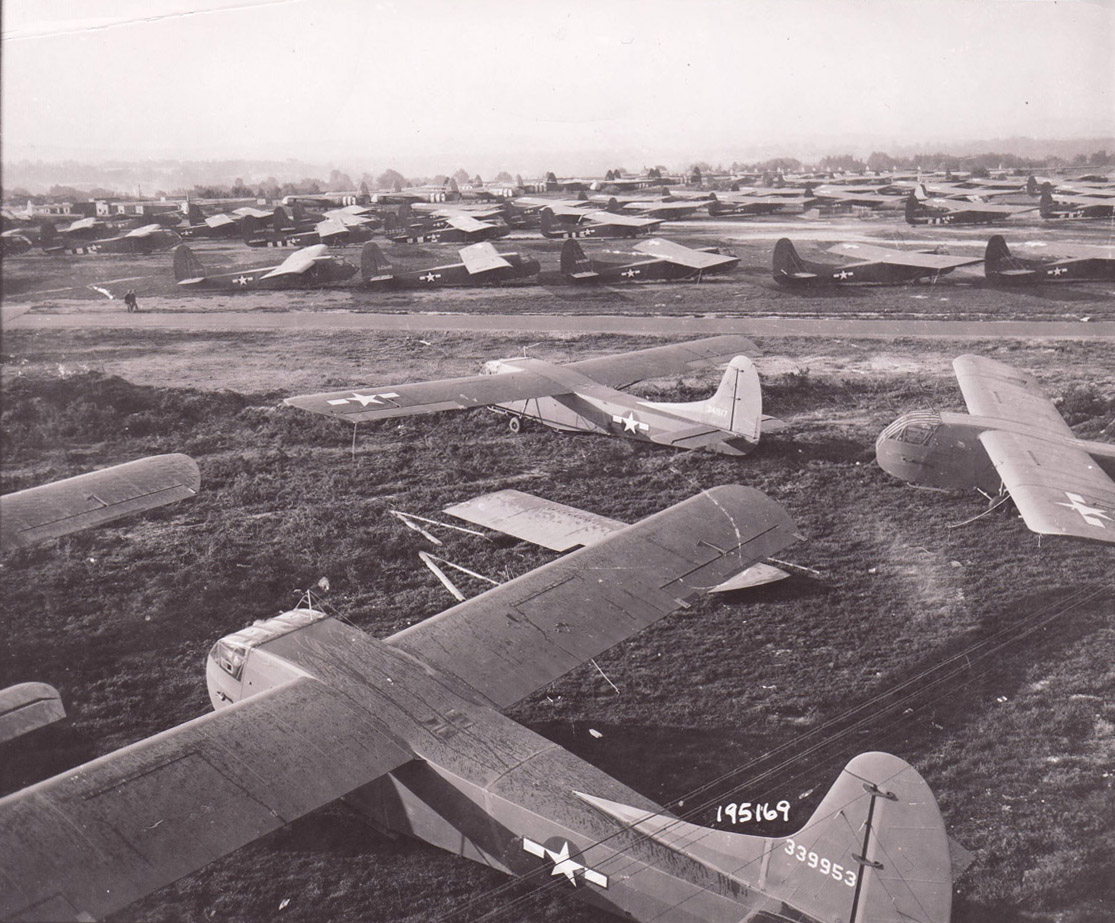
Waco CG-4 durante a Operação Market Garden.

Três vistas.